# Souzalopesmyia singularis
Souzalopesmyia singularis är en tvåvingeart som beskrevs av Stein 1911. Souzalopesmyia singularis ingår i släktet Souzalopesmyia och familjen husflugor. Inga underarter finns listade i Catalogue of Life.